# Quand on a 17 ans
Pour plus de détails, voir Fiche technique et Distribution.
Quand on a 17 ans est un film dramatique français coécrit et réalisé par André Téchiné, sorti le 30 mars 2016.
Le film est en compétition pour l'Ours d'or lors du 66e Festival de Berlin.

## Synopsis
Damien, un lycéen de 17 ans, vit dans une petite ville des Pyrénées avec sa mère Marianne, médecin, alors que son père, militaire, est en opérations extérieures. Il est le souffre-douleur de Thomas dit Tom, un jeune camarade de la même classe que lui, métis adopté, qui vit dans une ferme isolée en montagne. La mère adoptive de Tom tombe malade et Marianne décide d'accueillir Tom sous son toit pendant les soins. Les rapports de violence des deux garçons, et l'attirance amoureuse de Damien pour Thomas vont-ils se transformer à cause de cette cohabitation contrainte, ?

## Fiche technique
- Titre original : Quand on a 17 ans
- Réalisation : André Téchiné[3]
- Scénario : Céline Sciamma et André Téchiné, librement inspiré par le téléfilm New Wave de Gaël Morel[4]
- Image : Julien Hirsch
- Son : Daniel Sobrino
- Décors : Olivier Radot
- Costumes : Christian Gasc
- Musique : Alexis Rault
- Production : Olivier Delbosc et Marc Missonnier
- Sociétés de production : Fidélité Productions / France 2 Cinéma / Wild Bunch
- Sociétés de distribution : Wild Bunch
- Pays d’origine :  France
- Langues originales : français et secondairement espagnol (scène de cours au lycée)
- Format : couleur - 35 mm - 2,35:1 - Son Dolby numérique
- Genre : drame
- Dates de sortie :
  - France : 30 mars 2016

## Tournage
Le tournage a lieu en février et à l'été 2015 à Luchon (Haute-Garonne) et à Saint-Girons (Ariège).

## Distribution
- Kacey Mottet-Klein : Damien
- Corentin Fila : Tom (Thomas)
- Sandrine Kiberlain : Marianne, la mère de Damien
- Alexis Loret : Nathan, le père de Damien
- Jean Fornerod : Jacques
- Mama Prassinos : Christine
- Jean Corso : Paulo

## Anecdotes
- Le titre est une reprise du premier vers du poème Roman d'Arthur Rimbaud : « On n'est pas sérieux, quand on a dix-sept ans ».
- On peut apercevoir une affiche de Sage (projet solo d'Ambroise Willaume du groupe Revolver) issue de l'EP In Between au mur de la chambre de Damien interprété par Kacey Mottet Klein.

## Distinctions

### Récompenses
- Festival 2 Valenciennes 2016 : Prix d'interprétation masculine pour Corentin Fila[6]
- Festival du film de Cabourg 2016 : Swann d'or de la révélation masculine pour Kacey Mottet Klein

### Sélections
- Berlinale 2016 : sélection officielle, en compétition